# Джумашуй
Джумашуй (узб. Joʻmashoʻy / Жўмашўй) — городской посёлок (с 1972 года), административный центр Мингбулакского района Наманганской области Узбекистана.
Посёлок расположен недалеко от берега Сырдарьи, в 8 км к югу от железнодорожной станции Туракурган (на линии Коканд — Наманган).

## Население
| 1979 | 1989 |
| ---- | ---- |
| 7483 | 9303 |